# Distretto di El Matmar
Il distretto di El Matmar è un distretto della Provincia di Relizane, in Algeria.

## Comuni
Il distretto comprende 4 comuni:
- El Matmar
- Belassel Bouzegza
- Sidi Khettab
- Sidi M'Hamed Benaouda